# Thomas Stewart Traill

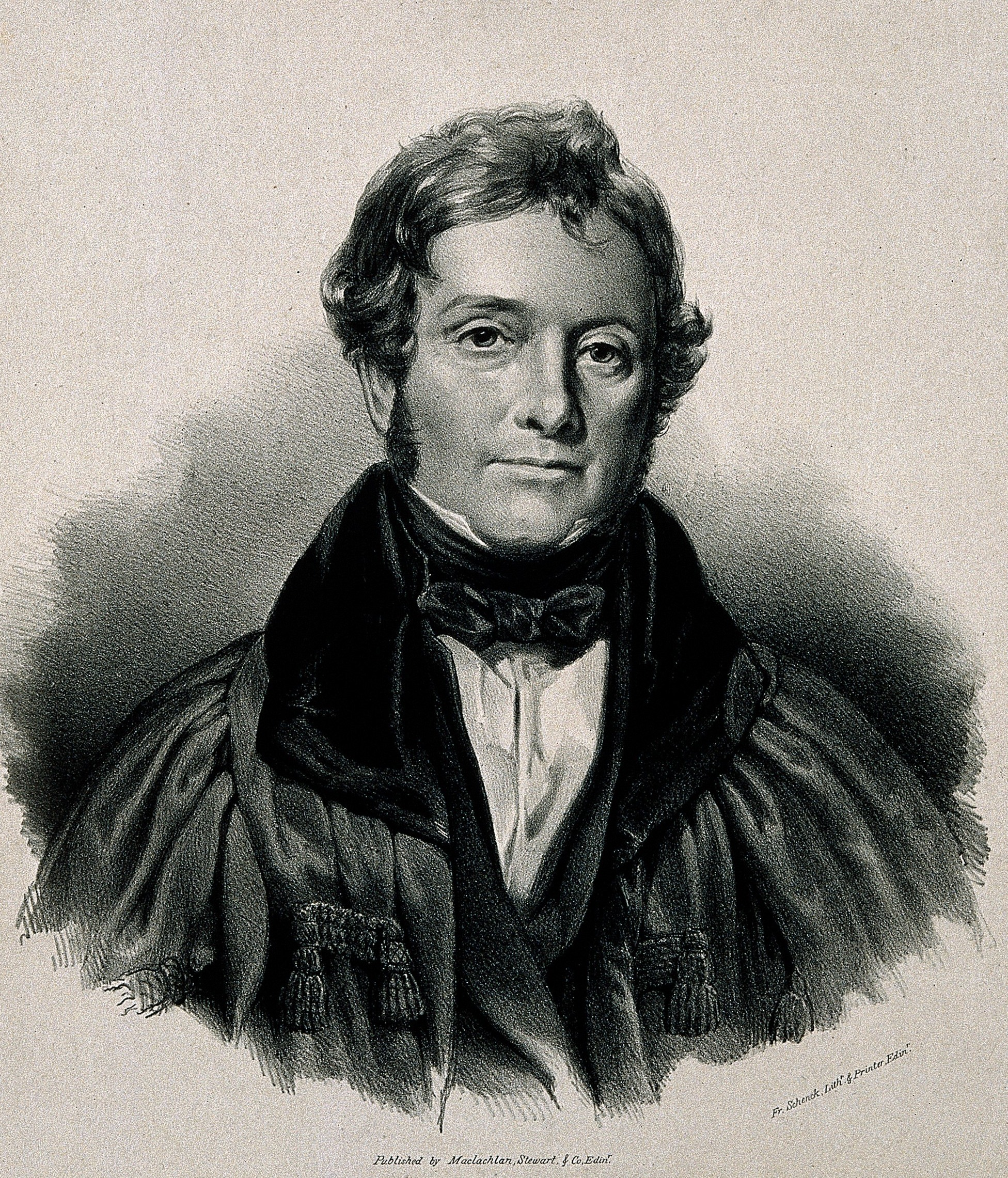
Thomas Stewart Traill, Lithografie der Wellcome Library no. 9247i

Thomas Stewart Traill (* 29. Oktober 1781 in Kirkwall; † 30. Juli 1862 in Edinburgh) war ein schottischer Arzt, Rechtsmediziner und Hochschullehrer. Seine vielseitigen Interessen machten ihn zu einem Meteorologen, Zoologen und Chemiker. Darüber hinaus ist er Initiator und Mitbegründer vieler wissenschaftlicher und literarisch-philosophischen Gesellschaften von nationaler Bedeutung.

## Leben
Thomas wurde in Kirkwall geboren, wo sein Vater Pfarrer war. Seine Eltern, Lucia und Thomas Trail stammten von der Orkney-Insel Westray. Thomas Vater starb ein Jahr nach der Geburt des Jungen und dieser wuchs in der Obhut seines Onkels, Robert Yule, auf.
Nach Abschluss seines Medizinstudiums kehrte Thomas 1802 zurück auf die Orkneys. In diesem Jahr war die Ernte auf den Orkneys schlecht ausgefallen und es wurden Ideen gesucht, mit denen Gelder zur Ernährung der Ärmsten erhoben werden konnten. Traills Idee war eine Serie von Chemie-Vorlesungen, die so erfolgreich waren, dass er sie wiederholte, als die Ernte im Folgejahr erneut schlecht ausfiel.
Auf Anregung seines Studienfreundes, James Watson, eröffnete Thomas im umtriebigen Liverpool eine Praxis. Der Freund starb 1808 und hinterließ eine Witwe mit fünf Kindern. 1811 trafen die junge Witwe und Traill erneut aufeinander und noch im selben Jahr heiratete das Paar. Aus dieser Verbindung gingen fünf weitere Kinder hervor. Traills Frau, Christian Robertson, verstarb 1848.
Die Familie lebte 30 Jahre in Liverpool und Trail wurde ein prominenter Bürger, der an der Gründung von drei wichtigen Organisationen beteiligt war: Der Literary and Philosophical Society of Liverpool, der Royal Society of Liverpool (1812) und dem Mechanics’ Institute (1825).
Nachdem sich Traill 1832 noch vergebens für die erneut zu besetzende Professur für Materia medica in Edinburg beworben hatte, war er 1833 erfolgreich in seiner Bewerbung um die Regius Professur für Forensische Medizin, von der sich sein Vorgänger Robert Christison ein Jahr zuvor zurückgezogen hatte. Trotz einiger Zweifel, seine erfolgreiche Praxis und das gesellschaftliche Leben in Liverpool hinter sich zu lassen, wechselte Traill nach Edinburgh. Seine Vorlesungen stellten sich als durchschlagender Erfolg dar und die Familie Trail wurde in der Gesellschaft Edinburghs aufgenommen. Traills Wissen erlaubte es ihm, die Vertretung verschiedener Professoren zu deren Abwesenheiten zu übernehmen. So hielt er regelmäßig Vorlesungen in Naturgeschichte und als sein Kollege, Professor Hope, sich plötzlich vom Lehrstuhl zurückzog, hielt er dessen Vorlesungen in Chemie.
Traill verfolgte weiter seine vielfältigen Interessen und konnte sie in verschiedenen naturkundlichen Gesellschaften ausleben, wo er Vorträg hielt, Artikel für Fachzeitschriften jenseits der Forensik oder Medizin veröffentlichen oder Funktionärsrollen wie Vorsitz oder Präsidentschaft erfüllte. Obendrein veröffentlichte er 1839 gemeinsam mit seinem Vorgänger Christison und dem Chirurgen James Syme mit The Medico-Legal Examination of Dead Bodies ein Standardwerk, dessen Prinzipien bis heute gelten. 1841 überarbeitete Traill gemeinsam mit Christison die zwölfte und letzte Ausgabe der 1699 ersterschienenen Edinburgh Pharmacopoeia. Das einflussreiche Werk wurde anschließend in die British Pharmacopoeia eingearbeitet.
Obwohl Traill in seinen letzten Lebensjahren von gesundheitlichen Problemen geplagt wurde, übernahm er nach dem Tod des Herausgebers der siebten Ausgabe der  Encyclopedia Britannica, Macvey Napier, auf Bitte des Verlegers Adam Black die Herausgabe der achten Ausgabe. Die 1861 veröffentlichte achte Ausgabe enthielt mehrere hundert Artikel aus Traills Feder und enthielt als erste Ausgabe auch Artikel aus amerikanischen Quellen. Trail verstarb ein Jahr nach der Veröffentlichung am 30. Juli 1862. Er wurde am Saint Cuthbert's Churchyard neben seiner Frau beigesetzt. Er hinterließ dem National Museum of Scotland eine Sammlung von Schlangen.

## Ehrungen
1819 berief die Royal Society of Edinburgh Traill zu einem Fellow und das Royal College of Physicians berief ihn 1833. 1852 präsidierte der das College. Die Liverpool John Moores University reklamiert Traill als einen der Gründungsväter ihrer Vorgängerorganisationen, dem Mechanics’ Institute, dessen erster Vorsitzender Traill wurde und damit Bildung für die Arbeiterklasse verfügbar machte.
Neben diesen formalen Ehrungen zeigen weitere Namensgebungen das einnehmende Wesen Traills auf. Als John James Audubon Großbritannien besuchte um einen Verleger für sein Werk  Birds of America zu finden, besuchte er zuerst Liverpool. Dort lernte er Traill kennen, der ihm vor der Weiterreise nach Edinburgh Empfehlungsschreiben mitgab. Audubons Buch wurde in Edinburgh verlegt und Audubon benannten den Traill's flycatcher nach seinem Freund. Die Bestimmung war vermutlich eine Verwechselung zweier sehr ähnlich aussehender Vogelarten, dem Alder Flycatcher (Empidonax alnorum) und dem Willow Flycatcher (Empidonax traillii), die in unterschiedlichen Habitaten leben. Den Traill's Flycatcher findet man daher nicht mehr in den Bestimmungsbüchern. Ein Schüler Traills, William Balfour Baikie, benannte Mount Traill in Nigeria nach seinem Lehrer in Edinburgh. Ein Freund Traills, der Arktisforscher William Scoresby benannte die zu Grönland gehörende Insel Traill Ø nach ihm.

## Bibliografie

### Bücher
- Thermometer and Pyrometer (Pt. 1 & 2), Baldwin and Cradock, 1828
- Memoir of William Roscoe, Esq, 1832
- Suggestions for the medico-legal examination of dead bodies, 1839
- On the Composition of a New Writing-ink, 1839
- Outlines of a Course of Lectures on Medical Jurisprudence, 1841 (Online)

### Herausgeber
- Encyclopaedia Britannica: or, Dictionary of Arts, Sciences, and General Literature; 8. Auflage, 1853–1860, A. and C. Black, Edinburgh

### Artikel
- Contributions to Pathological Chemistry, Edinburgh Medical Journal, 1821 Apr 1;17(67):235–239.
- Observations on a Method of Employing the Ammoniaco-Nitrate of Silver, as a Test for Demonstrating the Presence of Very Minute Quantities of Arsenic; Edinburgh Medical Journal, 1838 Jul 1;50(136):171–172.
- Case of Poisoning by Scheele's Green, Monthly Journal of Medical Science; 1851 Jul;4(19):1–2.
- Case of Poisoning by Sulphuric Acid, Monthly Journal of Medical Science; 1854 Aug;10(56):138–139.